# 網路直播

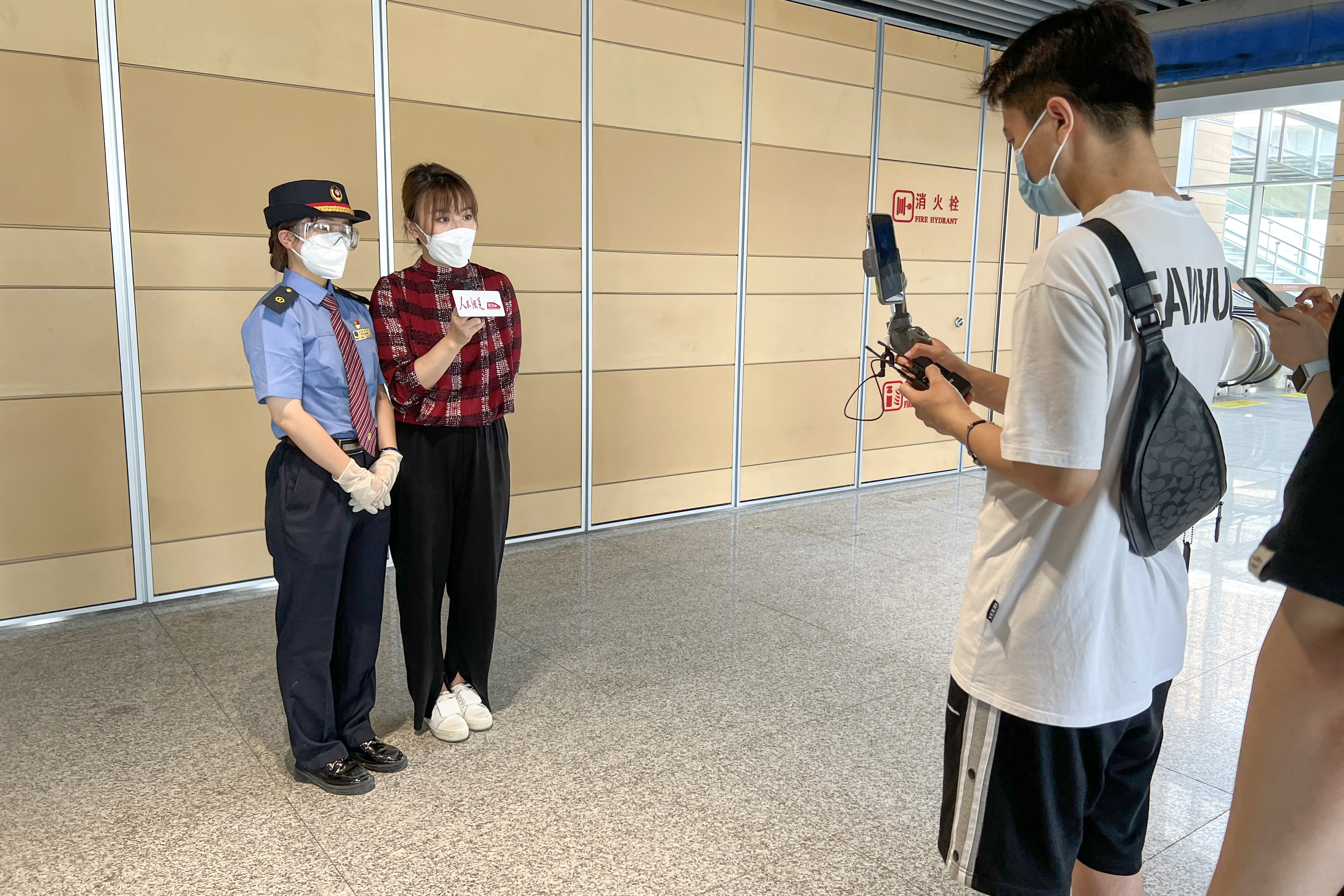
北京丰台站开通首日，车站职工与《人民铁道》记者在5号出站口进行直播，右侧为手持云台操纵人员

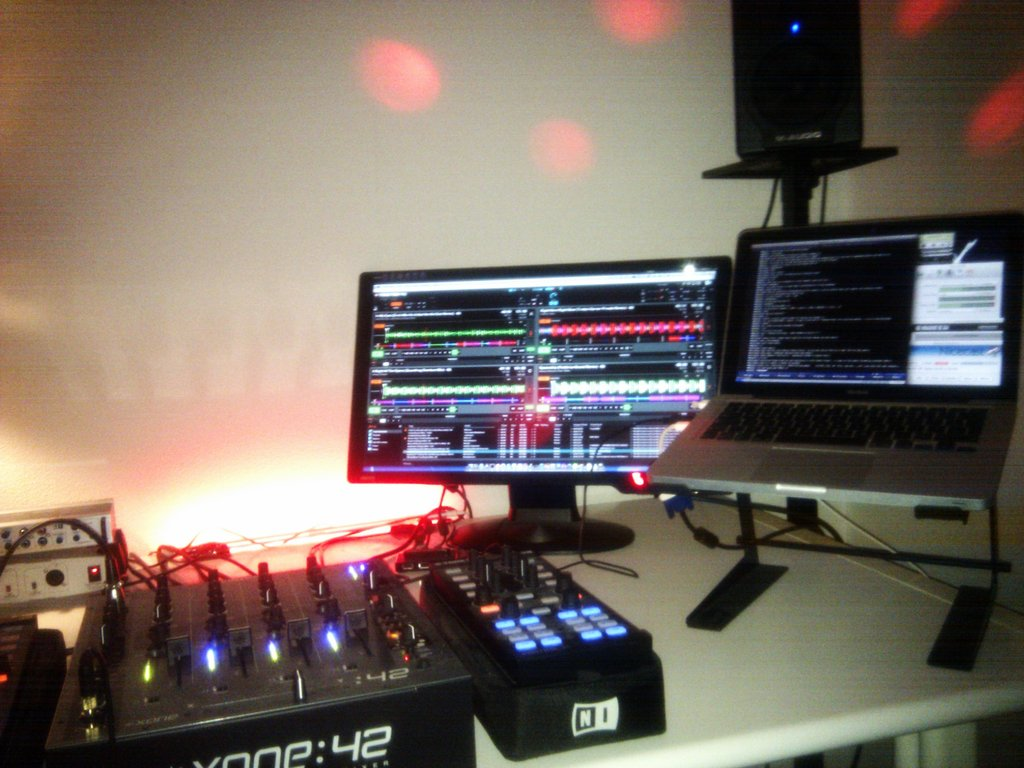
個人架設的直播間

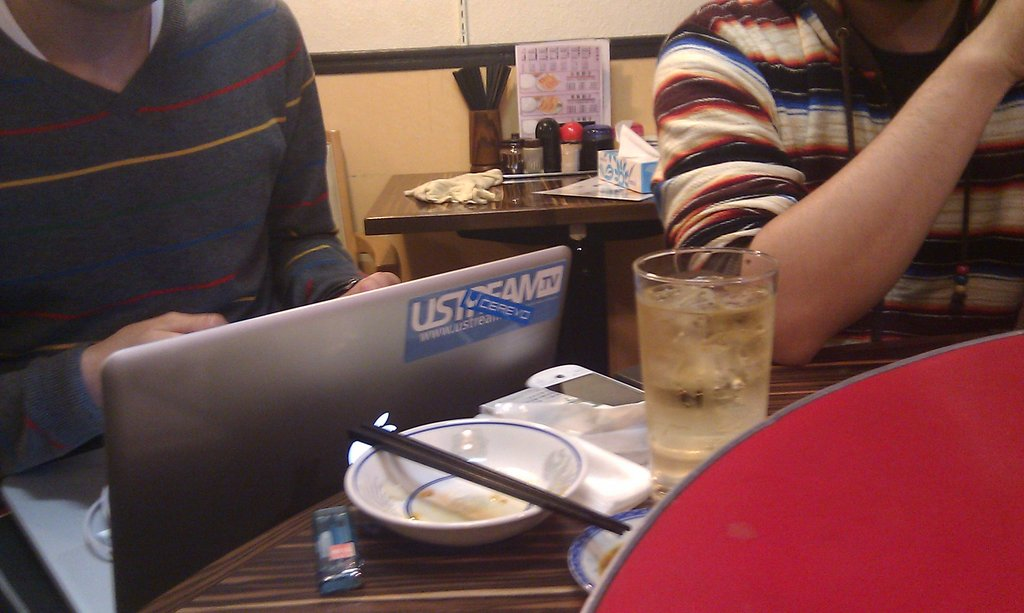
日本直播主在直播吃飯過程

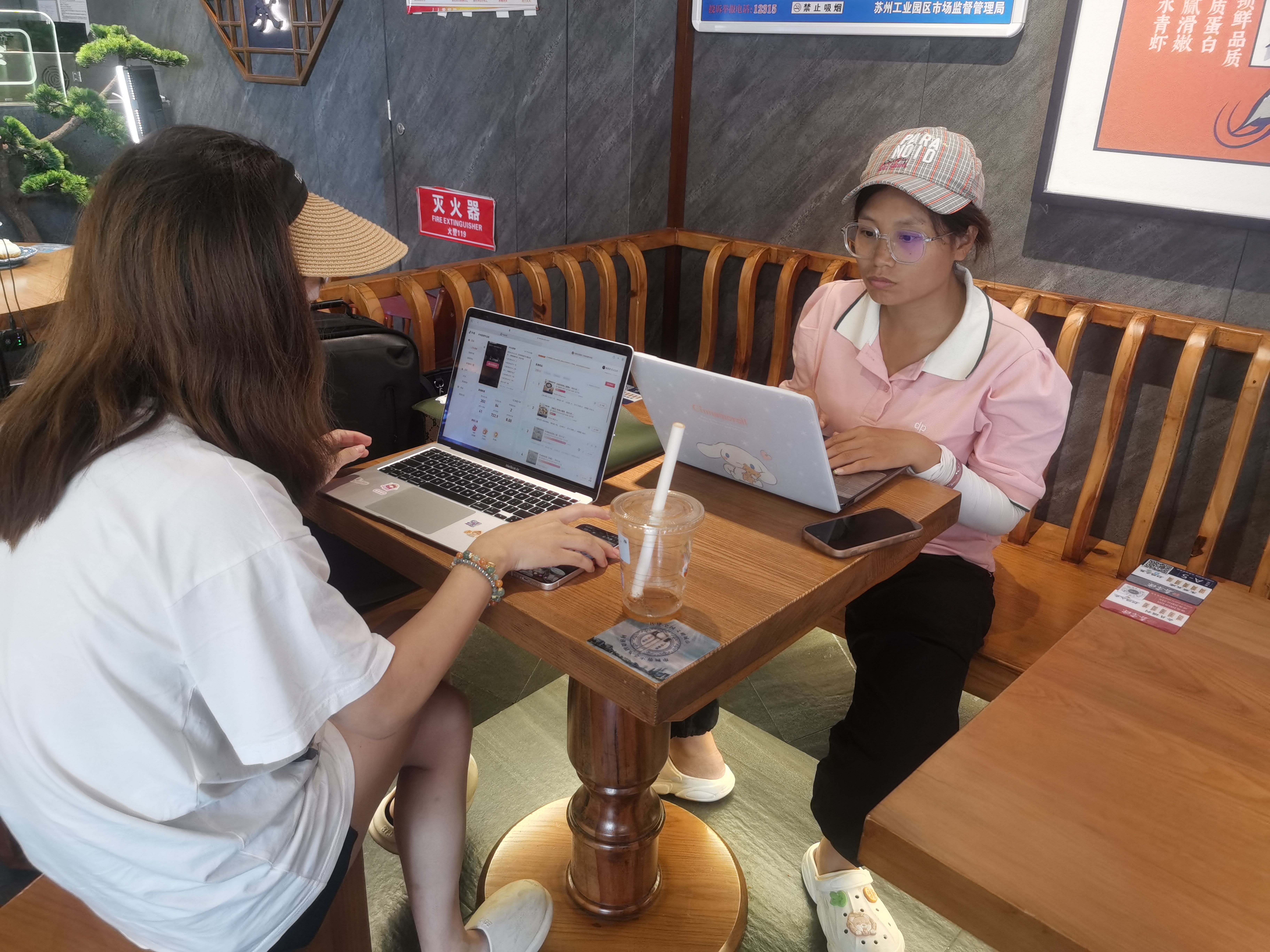
一主播助理在抖音直播间进行后台操作

網路直播（英文：Livestream，又称推流）是指隨著線上影音平台的興起，在網際網路上公開播出即時影像的一种娛樂形式。網路直播現今仍最常應用於轉播娛樂相關內容，當中演出或主持網路直播的主持人一般稱之為直播主或直播主。直播與上傳自己錄影的最大差異在於觀眾可以透過留言和主播即時互動，而主播也可根據觀眾反應及時調整節目內容或取悅觀眾。

## 概況
隨著寬頻網路日趨普及，電腦運算能力增加，原本只有電子媒體和企業才可進行的直播，擴展到一般網際網路的使用者、家庭。
Justin.tv於2007年開始探索個人網路直播相關科技的可行性，後轉型為Twitch以擷取玩家遊戲畫面即時直播為主，2014年被亞馬遜公司收購。2012年起，YouTube 不斷出現自稱「實況」的影片，亦有不少影片上傳者自稱為「實況主」，導致「實況」該詞造成大眾混淆。實際上有些「實況主」僅透過後製，而非線上直播、串流等即時性的方式來播送影片內容，僅能算為YouTuber（YouTube 影片上傳者）或遊戲玩家（Gamer），因而不能算作實況主（Streamer）。而目前YouTube也提供了直播服務，讓內容製作者有兩種管道。
2015年末起社群網站 Facebook 也開放線上直播功能，中國大陸的鬥魚TV、熊貓TV等也同時崛起，初期使用者可從行動裝置（如：智慧型手機、平板電腦）直接進行實況轉播，後期亦能於電腦上進行轉播。此時亞洲地區開始流行各種直播軟體，行動裝置普及率很高，使用手機錄影與直播的方式逐漸演變成網路達人們表演風潮的聚集地，許多藝人與網路素人開始利用這類平台直接與觀眾產生互動。
網路直播的娛樂相關內容一般可以分為聊天、唱歌、舞蹈、美食、电商、電競、遊戲直播、彈幕互動遊戲、動漫、美妝、色情等類型，這些直播主透過觀眾數位轉帳的打賞與網站平台分成而獲利。一般實況主常透過直播平台網站轉播遊戲過程、生活瑣事與商業活動，並與觀眾即時互動。有不少直播主轉為素人派小眾明星，採用直播軟體來展現各種才藝或是其他表演。
網路直播現今還是最常應用於轉播遊戲內容，因此「實況主」一詞在一般語境下常特指遊戲實況主，遊戲實況主常透過如Twitch等的直播平台轉播遊戲過程、生活瑣事及商業活動，並與觀眾即時互動。

## 特質
网络直播吸取和延续了互联网的优势，利用视讯方式进行線上现场直播，可以將产品展示、会议召開、背景介绍、方案测评、网上调查、对话访谈、在线培训等内容发布到互联网上，利用互联网的快速直观、內容豐富、互動性强、地域不受限制、受众可划分等特点，發展出其傳播效果。现场直播完成后，还可以随时为读者继续提供重播或点播，有效拓展直播的时间和空间。

## 類型（雙語）
- 遊戲直播 - Gaming Live Stream
- 彈幕互動遊戲 - Live Bullet-screen Interactive Game
- 生活分享 - Lifestyle Sharing
- 音樂表演 - Music Performance
- 藝術創作 - Art Creation
- 實境秀 - Reality Show
- 競技比賽 - Esports Tournament
- 專題訪談 - Special Interviews

## 法規

### 中華人民共和國
對於個人直播的發展與衍生問題，中華人民共和國於2016年11月4日，国家互联网信息办公室发布《互联网直播服务管理规定》進行管理。其中前提條件就規定從事網路直播平台業者必須通過“工业和信息化部ICP／IP／地址／域名信息备案管理系统”的註冊，ICP、IP、地址、域名和公司註冊等五項資訊必須全部一致吻合並通過線下實體審查，2018年8月全国“扫黄打非”办公室会同工业和信息化部、公安部、文化和旅游部、国家广播电视总局、国家互联网信息办公室联合下發《关于加强网络直播服务管理工作的通知》強調上述規定必須嚴格執行。
在此之前2016年4月13日，百度、鬥魚、搜狐等20余家直播平台共同发布《北京网络直播行业自律公约》屬於行業聯合自主管理規則。
2020年11月6日，國家市場監管總局就《網絡交易監督管理辦法》发布征求意见稿。
2020年11月23日，国家广播电视总局发布《关于加强网络秀场直播和电商直播管理的通知》，要求直播平台对网络主播和“打赏”用户实行实名制管理，应通过实名认证、人脸识别、人工审核等措施确保实名制落实，封禁未成年用户的打赏功能。并要求网络秀场和电商直播平台“不为违法失德艺人提供公开出镜发声机会，防范遏制炫富拜金、低俗媚俗等不良风气在直播领域滋生蔓延”。要求对节目内容及主播实行标签分类管理及扶优罚劣措施。及其他管理要求。
2021年5月25日，《网络直播营销管理办法（试行）》实施，規定只有16岁以上的人士才可以进行網絡直播。
2022年3月30日，国家互联网信息办公室、国家税务总局、国家市场监督管理总局联合制定印发《关于进一步规范网络直播营利行为促进行业健康发展的意见》，要求网络直播主不得通过造谣、虚假营销宣传、自我打赏等方式吸引流量、诱导消费者打赏和购买商品。
2022年5月7日，中国官方部门禁止未成年人参与直播打赏。